# Минеральные Воды (Украина)
Минеральные Воды (укр. Мінеральні Води) — посёлок, входящий в состав Карабиновского сельского совета Павлоградского района Днепропетровской области Украины.
Код КОАТУУ — 1223583804. Население по переписи 2001 года составляло 119 человек .

## Географическое положение
Посёлок Минеральные Воды находится в 6-и км от левого берега реки Самара,
в 1,5 км от большого озера Солёный Лиман,
примыкает к селу Новотроицкое (Новомосковский район).
К посёлку примыкает большой лесной массив (сосна).